# Iva (owady)
Iva – wymarły rodzaj owadów z rzędu świerszczokaraczanów i rodziny Doubraviidae, obejmujący tylko jeden znany gatunek: Iva permiana.
Rodzaj i gatunek opisany został w 2015 roku przez Daniła Aristowa. Opisu dokonano na podstawie pojedynczej skamieniałości przedniego skrzydła, odnalezionej na terenie rosyjskiego rejonu miezieńskiego i pochodzącej z piętra kazanianu w permie.
Owad ten miał przednie skrzydło długości około 16 mm. W jego użyłkowaniu sektor radialny brał początek pod koniec nasadowej ⅓ skrzydła i na wysokości tego miejsca pole kostalne było trzykrotnie szersze od pola subkostalnego i tak szerokie jak pole między żyłkami radialnymi. Żyłka medialna i przednia żyłka kubitalna zaczynały się rozgałęziać na tej samej wysokości, w przypadku tej drugiej było to w nasadowej ćwiartce jej długości. Drugie odgałęzienie przedniej żyłki kubitalnej nie miało odnóg tylnych. Pole między żyłkami kubitalnymi gwałtownie się zwężało ku tylnej krawędzi skrzydła.